# Kim Hea-kyung
Kim Hea Kyung (Hangul: 김혜경)  Hanja: 金惠景) (geboren 12 september 1966 in Seoel) is een Zuid-Koreaanse pianiste en de huidige First Lady van Zuid-Korea als echtgenote van president Lee Jae-myung, die op 4 juni 2025 aantrad.

## Levensloop
Kim werd op 12 september 1966 in Seoul geboren in een middenklassegezin. Ze voltooide haar studie aan de Sunhwa Arts School en volgde daarna een pianoopleiding aan de Sookmyung Women's University.
De stellen ontmoetten elkaar voor het eerst in augustus 1990 en trouwden in 1991.

## Nationale prijzen
- Zuid-Korea:Ontvanger van de Grote Orde van Mugunghwa (4 juni 2025) (als First Lady van Zuid-Korea)

## Foto's

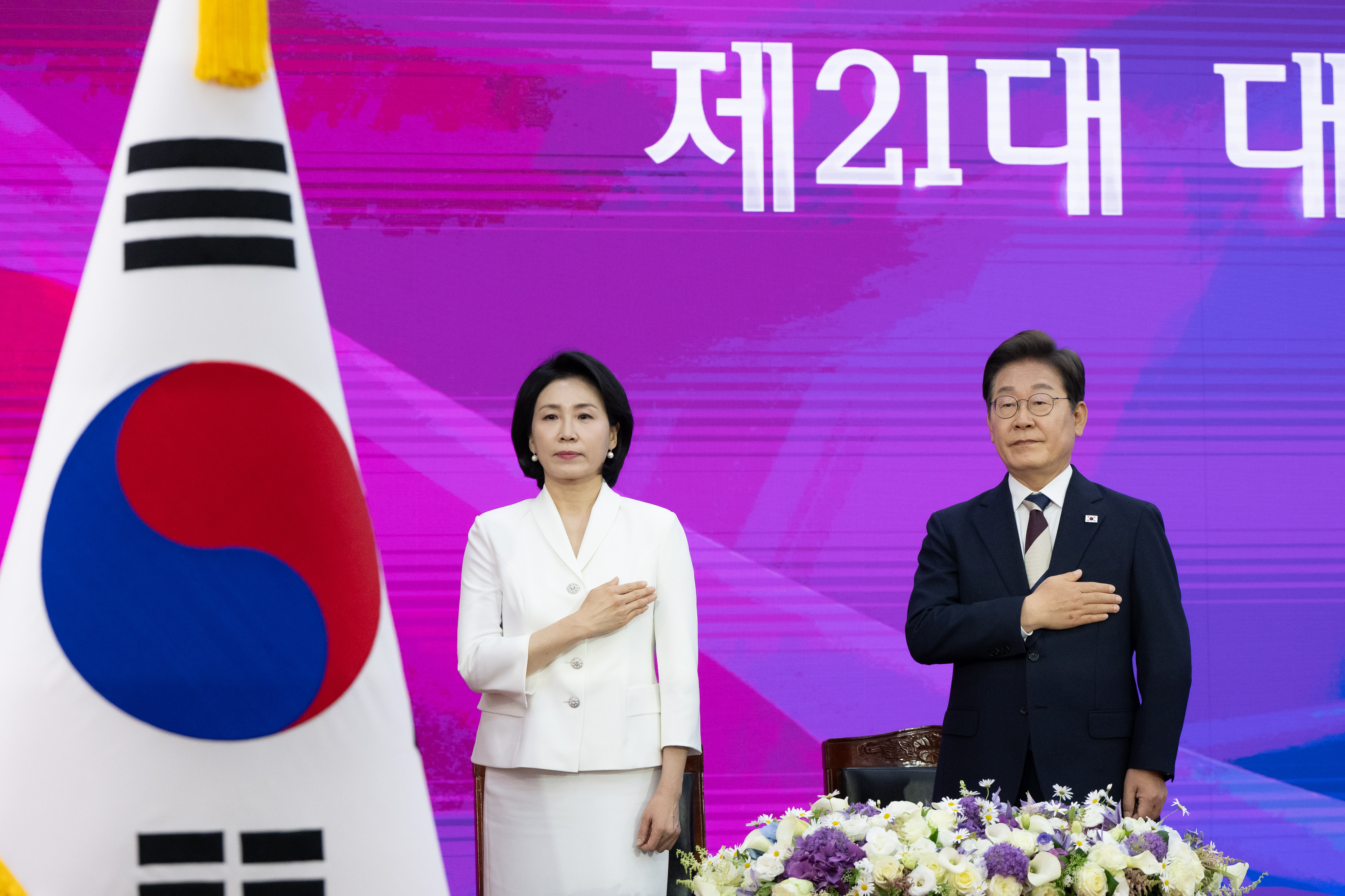
Inauguratie van de 21e president van Zuid-Korea Lee Jae-myung